# Alexandr Teréntiev
Alexandr Vasílievich Teréntiev –en ruso, Александр Васильевич Терентьев– (Narian-Mar, 19 de mayo de 1999) es un deportista ruso que compite en esquí de fondo.
Participó en los Juegos Olímpicos de Pekín 2022, obteniendo dos medallas de bronce, en las prueba de velocidad individual y velocidad por equipo (junto con Alexandr Bolshunov).

## Palmarés internacional
| Juegos Olímpicos | Juegos Olímpicos | Juegos Olímpicos  | Juegos Olímpicos     |
| Año              | Lugar            | Medalla           | Prueba               |
| ---------------- | ---------------- | ----------------- | -------------------- |
| 2022             | Pekín (China)    | Medalla de bronce | Velocidad individual |
| 2022             | Pekín (China)    | Medalla de bronce | Velocidad por equipo |